# 전적 타락

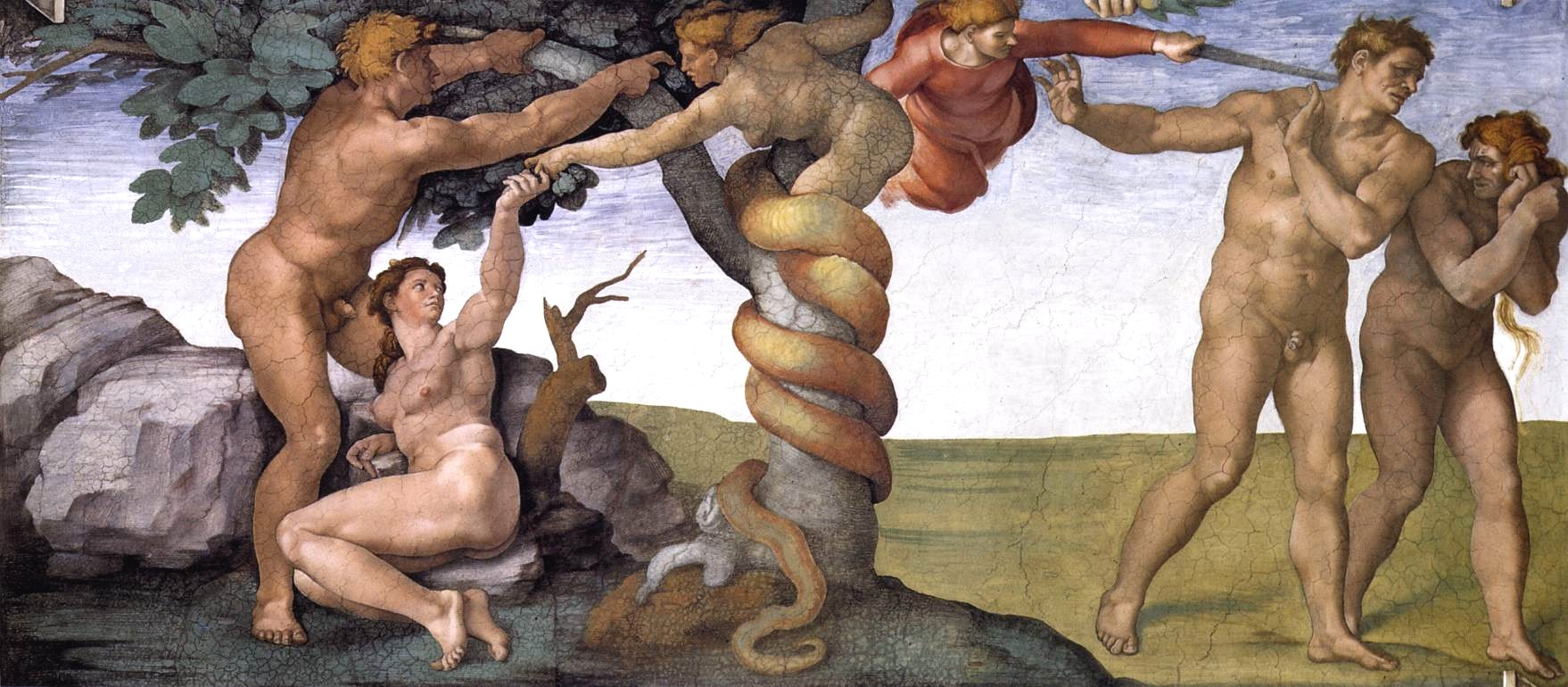
시스티나 예배당 프레스코는 선악을 알리는 나무의 열매에서 먹는 죄에 대한 에덴 동산에서 아담과 하와의 추방을 묘사한다.

전적 타락(全的墮落, 영어: Total Depravity) 또는 전적 부패(全的腐敗)는 모든 인간이 죄로 말미암아 전적으로 타락하여 부패해 있다는 기독교 교리이며 개신교, 특히 칼뱅주의 신학의 근간이 되는 교리이다. 칼뱅주의 5대 강령(TULIP) 중 하나(T)이다. 종교 개혁자와 개신교 정통주의에서 교부 아우구스티누스에 의한 원죄론적 신학으로 발전, 배포 구축된 교리적 신학으로 제시되었다. 이 가르침은 루터교, 개혁 신학, 아르미니우스주의 등 개신교의 각 신학적 입장을 건너 받아들여지고 있다. 그러나 루터교, 칼뱅주의와 아르미니우스 신학 사이에는 약간의 차이가 있다.
로마 가톨릭은 아우구스티누스의 원죄론은 취했지만 전적 타락은 채택하지 않았으며, 아우구스티누스의 이론을 전적 타락의 근거로 쓰는 것에 대해 반대한다.
정교회는 아우구스티누스를 완전히 부정하지는 않지만, 아우구스티누스의 자유 의지에 관한 이론 자체를 받아들이지는 않아 전적 타락에 대한 관점은 취하지 않는다.

## 같이 보기
- 옛 언약의 기독교적 관점